# Пола (река)
Пола (на руски: Пола) е река в Тверска и Новгородска област на Русия, вливаща се в езерото Илмен. Дължина 267 km. Площ на водосборния басейн 7420 km².
Река Пола води началото си от северозападните склонове на Валдайското възвишение, на 262 m н.в., в северозападната част на Тверска област. Първите 40 km тече в посока север-северозапад в широка долина през хълмиста местност, като течението ѝ е съпроводено от прагове и бързеи. След това завива на североизток и север като долината ѝ става тясна и дълбока до 30 – 50 m спрямо околния релеф. След устието на река Поломет завива на север-северозапад и тече в широка, на места заблатена долина през Приилменската низина. На около 20 km преди устието се свързва с течащата западно от нея река Ловат, след което отново се отделя и под името Вергот се влива в Синецкия залив на езерото Илмен (част от голямата речна система на река Нева), на 18 m н.в. Основните ѝ притоци са предимно десни, тъй като наляво (на запад) границата на водосборния ѝ басейн с този на река Ловат преминава съвсем близо до долината ѝ – Руна (37 km), Марьовка (43 km), Каменка (44 km), Шчебареха (56 km), Ладомирка (25 km), Явон (87 km), Поломет (150 km), Ларинка (горен приток, 28 km), Ларинка (долен приток, 32 km). Има смесено подхранване с преобладаване на снежното с ясно изразено пролетно пълноводие през април и май и лятно-есенно маловодие. Среден годишен отток 63 m³/s. Заледява се през ноември или декември, а се размразява през март или или април. По бреговете на реката са разположени множество предимно малки населени места.